# Cyperus hilgendorfianus
Cyperus hilgendorfianus är en halvgräsart som beskrevs av Johann Otto Boeckeler. Cyperus hilgendorfianus ingår i släktet papyrusar, och familjen halvgräs. Inga underarter finns listade i Catalogue of Life.